# Mor koní
Mor koní je infekční, avšak nenakažlivé onemocnění virového původu, které postihuje všechny druhy koňovitých. Probíhá za příznaků poškození dýchacího a kardiovaskulárního aparátu. Přenos se děje hmyzími přenašeči, tiplíky z rodu Culicoides. Mor koní je nákaza povinná hlášení!

## Původce
Původcem moru koní je virus z čeledi Reoviridae, rod Orbivirus, který obsahuje RNA nukleovou molekulu. V rámci tohoto viru existuje 9 rozdílných sérotypů. Virus má velikost cca 50 μm. Lze jej po velmi dlouhou dobu konzervovat v glycerinu nebo v lyofilizovaném či zamraženém stavu. Rod Orbivirus zahrnuje také původce katarální horečky ovcí (bluetongue) a epizootického hemoragického onemocnění jelenovitých.
Virus moru koní je poměrně odolný k fyzikálním i chemickým činidlům. Teplota 70 °C jej inaktivuje za 5 minut, 50 °C 10 minut, při 37 °C vydrží až 14 dní, zamražení jej konzervuje a teprve při teplotě -70 °C dochází k jeho inaktivaci. Při běžných teplotách 4–20 °C přežívá infekční i několik let. Odolává hnilobě. Při pH 6–10 je poměrně stabilní, kyselé pH jej rychle inaktivuje. 

## Nákaza
Přirozenými hostiteli moru koní jsou koně, muly, osli a zebry. Zebry jsou vůči nákaze vysoce odolné a jsou současně považovány za rezervoár infekce. Vzhledem k tomu, že se jedná o hmyzem přenášené onemocnění (především tiplíci, v menší míře ostatní bodavý a savý hmyz jako komáři rodu Anopheles, Culicinae, ovádi rodu Tabanus, mouchy a klíšťata), tak má nákaza sezónní charakter s vrcholem během pozdního léta a na podzim. Vedle toho se objevuje v pravidelných cyklech , které souvisejí s obdobím sucha a s obdobím dešťů. Na rozšíření nákazy se může podílet i vítr, který může unášet tiplíky na velkou vzdálenost. Nákaza je typická pro teplé bažinaté nížiny. Zdrojem viru jsou především vnitřní orgány a krev infikovaných zvířat, dále jej lze nalézt i ve výpotcích (transudátech), mléku i moči nemocných zvířat. Přítomnost viru byla prokázána i v plodu klisny, která na mor uhynula. U uzdravených zvířat lze virus v krvi detekovat několik týdnů až 3 měsíce. 
V místech, kde se dosud nákaza nevyskytla dosahuje úmrtnost 95–100 %. V oblastech, kde je výskyt nákazy běžný, popř. jde o provakcinovanou populaci onemocní 10–25 % vnímavých zvířat.
K nákaze jsou citliví psi, kteří se nakazí pozřením masa z infikovaných zvířat. Protilátky proti viru moru koní byly prokázány i u slonů afrických. Experimentálně byla prokázána citlivost laboratorních myší. 

## Geografické rozšíření
V letech 2005–2020 byla nákaza zjištěna v těchto státech: Angola, Botswana, Čad, Eritrea, Etiopie, Gambie, Ghana, Lesotho, Malawi, Mosambik, Namibie, Nigérie, Senegal, Somálsko, Jihoafrická republika, Svazijsko, Thajsko (27. 3. 2020) Zimbabwe

## Průběh onemocnění
Virus moru koní poškozuje výstelku cév, určité populace bílých krvinek v krevním řečišti i ve tkáních (monocyty, makrofágy). Po průniku viru do organismu hostitele se množí ve spádových mízních uzlinách. Krví je pak distribuován do buněk cévní výstelky (endotelií) a vnitřních orgánů, kde dochází k degenerativním procesům, otokům a krváceninám. Počet bílých krvinek během počáteční fáze onemocnění může klesat, tzv. leukopenie. 

## Klinické příznaky
Inkubační doba trvá 7–14 dní, u méně virulentních forem viru může být i 16–21 dní. Nemocnost (morbidita) a úmrtnost (mortalita) se liší v závislosti na druhu hostitele, úrovni imunit a formě klinického onemocnění. Typickým klinickým nálezem je nestálá (intermitentní) horečka, při které stoupá teplota většinou o 1–2 °C a toto trvá až do úhynu zvířete nebo se během 3–7 dní vrátí do normálního rozmezí. Potom se zvíře buď vyléčí nebo náhle uhyne v důsledku selhání srdce. Rozlišují se 4 formy klinického onemocnění:

### Subklinická forma
Je to velmi mírná forma; zřídka končí úhynem. Vyskytuje se u vakcinovaných zvířat nebo po infekci velice málo virulentním virem (někdy i v důsledku užití oslabené živé vakcíny). Většinou se tato infekce objeví u oslů. Inkubační doba trvá 5–9 dní, potom dojde k prudkému nárůstu teploty na 40–42 °C, což trvá zpravidla 4–5 dní. Potom se teplota pozvolna vrací do normálního rozmezí. Ostatní nálezy jako nechutenství, zrychlený dech a srdeční akce, překrvení spojivek, nejsou výrazné, někdy lze pozorovat otupělost a depresi. Nemoc v této formě trvá většinou 12–14 dní.

### Subakutní (srdeční) forma
Je doprovázená vysokou horečkou, výraznými otoky v oblasti hlavy, krku a hrudníku; úmrtností kolem 50%. Vyskytuje se u méně vnímavých zvířat, obyčejně s doznívající imunitou navozenou vakcinací nebo po infekci virem s nižší virulencí. Po inkubační době dojde k horečce až 41 °C, která trvá několik dní (většinou 3–4 dny). Typické příznaky se objeví až na počátku poklesu horečky. Čím je průběh delší, tím jsou příznaky výraznější. Nejprve dojde k otoku podkoží (edematizaci), což lze nejlépe rozeznat na nadočnicových jamkách, které jsou vyplněné a někdy i převyšují okolí (ale lze jej prokázat i v oblasti očnic, mezisaničí odkud přechází na krku, hrudník a hrudní končetiny). Otoky trvají 3–7 a postupně se zmenšují, nejsou bolestivé. Postupně se rozvíjí nechutenství a nepokoj, a to v souvislosti se zvyšováním frekvence dechu, svalovým třesem, pocením, někdy i kolikou, což následně vede k vysílení zvířete a úhynu. Spojivky jsou překrvené, červené, později s drobnými krváceninami. Před celkovým kolapsem dojde ke zblednutí (cyanóze) spojivek. Puls se stává nitkovitý. Poslechem a poklepem lze prokázat tekutou náplň osrdečníku (hydroperikard).

### Akutní plicní forma
S příznaky vysokou horečkou, dýchacími obtížemi (akutní dyspnoe, abdominální dýchání, frekvence až 50 dechů/minutu), kašlem (silný, suchý a namáhavý přecházející do prudkých a nepravidelných záchvatů), hustým bělavým pěnovitým výtokem vytékajícím z nozder; téměř vždy končí úhynem. Při postupu onemocnění je zvíře nepokojné, s nekoordinovanými pohyby, odmítáním krmiva. Potom ulehá, těžko dýchá, následně dochází ke kolapsu a úhynu. Poslechově lze zjistit zostřené dýchání, ve spodní části plic krepitující zvuky a následně i vlhké šelesty. Poklepem lze prokázat přítomnost tekutiny v dutině hrudní (hydrothorax). Spojivky jsou červené, cévy nastříknuté až s drobnými krváceninami (petechiemi). Jde o formu typickou pro (per)akutní průběh, typickou při prvním výskytu nákazy v oblasti u velmi vnímavých zvířat. Některá zvířata uhynou již za několik hodin po projevení se prvních příznaků.

### Smíšená forma
Má úmrtnost cca 70 – 80 % (i více) a jde o kombinaci všech výše uvedených forem.

## Pitevní nález
Při plicní formě jsou zjišťovány otoky plic, mízních uzlin, krváceniny v osrdečníku a ve střevním traktu. Pro srdeční formu jsou charakteristické podkožní a vnitrosvalové želatinózní otoky, krváceniny ve vnějším a vnitřním srdečním obalu, zánět srdečního svalu, zánět žaludku, volná tekutina v dutině hrudní není při této formě častá, naopak zmnožení tekutiny žluté až hnědorůžové tekutiny v osrdečníku může dosahovat objemu až 2 litry. Dále lze nalézt zmnožení břišní tekutiny (ascites), mesenterium je edematické, mízní uzliny zvětšené. Žaludeční sliznice je často zarudlá, edematózní, s drobnými ale i většími krváceninami. Střeva jsou zarudlá s otoky. Játra jsou překrvená, slezina mírně zvětšená s kašovitou dření (pulpou). Ledviny jsou v korové části překrvené. 

## Diagnostika a laboratorní diagnostika
Laboratorní diagnostika je pro potvrzení nakažení nezbytná! Je založena na izolaci viru na buněčných kulturách či v kuřecích embryích a na jeho sétotypizaci virus neutralizačním testem nebo PCR technikami. K průkazu virového antigenu slouží různé ELISA metody, identifikace viru může být provedena i pomocí PCR. Ze sérologických testů se nejčastěji používá komplement fixační test, ELISA, imunoblotting a virus neutralizační test.
Odběry vzorků na tuto nákazu jsou zákonem jsou omezeny na státní veterinární lékaře (výjimkou jsou případy, spojené s nebezpečím z prodlení, kdy může vzorky odebrat soukromý veterinární lékař). K laboratornímu vyšetření se odebírá plná krev odebraná na heparin (odběr během horečnaté fáze), tkáně od uhynulých zvířat (plíce, slezina, mízní uzliny) – vše musí být transportováno v chladu. Krev nesmí být mražena!
Diferenciálně diagnosticky je třeba odlišit všechna onemocnění doprovázená krváceninami a edémy jako je např. antrax, infekční anémie koní, virová arteritida koní, trypanozomiáza (Trypanosoma equiperdum), piroplazmóza a další. Většina z těchto nákaz je rovněž povinná hlášení Krajské veterinární správě (v ČR). 

## Léčba
Terapie se neprovádí.

## Profylaxe
Imunoprofylaxe moru koní je zajišťována monovalentními nebo polyvalentními živými atenuovanými vakcínami. Živé vakcíny sice navozují silnou imunitu, lze je užít jako prevenci, ale bohužel neposkytují ochranu před pomnožením viru v organismu s následnou přítomností viru v krevním oběhu, tzv. virémii. Je vyvinutá i inaktivovaná vakcína, která rovněž navozuje silnou imunitu, navíc zabraňuje i virémii a nemá vedlejší účinky. Existuje hyperimunní sérum se specifickým protekčním účinkem.
Vakcinace se provádí vždy před začátkem období dešťů, popř. v kdykoliv v případě již propuknutí nákazy. Osli se většinou nevakcinují, protože jsou málo citliví a navíc často vakcínu špatně snášejí. Hříbata se vakcinují ve věku 6–8 měsíců věku. Do té doby jsou chráněna kolostrální imunitou od vakcinované matky.
Vakcinovaná (nebo i vyléčená) zvířata mají silnou imunitu, která je však chrání pouze před infekcí virem stejného sérotypu. 

## Opatření
V zamořených oblastech se provádí pravidelná vakcinace vnímavých zvířat, koně jsou drženi ve stájích se zvýšenou ochranou před hmyzem (repelenty, užívání dýmů, zvýšená hygiena v budovách a okolí) a hubení hmyzích přenašečů (insekticidy, vysušování aj.). V oblastech prostých nákazy jsou při výskytu vymezena ochranná pásma (mohou být i 10–20 km) a je zakázán volný pohyb zvířat, zákaz jejich svodů, trhů a výstav. Může být nařízeno utracení infikovaných zvířat a zvířat podezřelých z nakažení. Provádí se hubení hmyzích přenašečů. Zdravá zvířata jsou pravidelně sledována a může být nařízena jejich vakcinace. Pozorovací období, tj. čas od posledního případu onemocnění do ukončení izolačních opatření v ohnisku a v ochranném pásmu, trvá obyčejně 1 měsíc. 
Koně dovezení z Afriky by měli být předem vakcinováni. Pakliže to není možné, tak po příjezdu na místo určení musí být ihned separováni v boxech, které poskytují ochranu před krev sajícím hmyzem. Separaci je nezbytné dodržet 2 týdny, během kterých musí být zvíře vakcinováno. 

## Nebezpečí pro člověka
Mor koní není přenosný na člověka, tj. nemá zoonotický potenciál. Při neopatrné manipulaci s virem však byly ojediněle popsány případy laboratorní infekce.

## Mor koní a jeho dopad na lidskou populaci
První zprávy o moru koní pocházejí z roku 1327, kdy se nákaza vyskytla na území dnešního Jemenu. V 19. století se v přestávkách 20–30 let vyskytoval na území Afriky, která je místem původu nákazy. V letech 1854–1855 byly na africkém kontinentu mimořádně silné dešťové srážky a tehdy uhynulo jen v Jižní Africe kolem 70 000 koní. V roce 1944 pronikla nákaza ze Súdánu podél Nilu do Egypta a následně do Palestiny, Sýrie, Libanonu a Jordánska. V roce 1959 se nákaza vyskytla v přímořských oblastech jižního Íránu. Šířila se podél velkých řek a obchodních cest. Pronikla až do Agánistánu, západního Pákistánu, Indie, Iráku, Saúdské Arábie, Jemenu, Turecka a na Kypr. V roce 1965 se nákaza vyskytla v severní Africe v Tunisu, Alžíru a v Maroku. Odsud došlo k zavlečení nákazy do Španělska v oblasti kolem Gibraltaru. Toto první evropské ohnisko bylo záhy eliminováno. Následně proběhla úspěšná eradikace nákazy i na území severní Afriky, stejně jako na Blízkém i Dalekém Východě. Nákaza způsobila zejména na Blízkém a Středním Východě velké ztráty koní, kdy během 60. let 20. století došlo k úhynu na 300 000 zvířat. 
V letech 1987 až 1992 byl mor koní rozšířen na Pyrenejský poloostrov. V roce 1992 v rámci konání letních olympijských her v Barceloně bylo z důvodů zabránění přenosu nákazy z koní závodníků nezbytné podstoupit nucenou karantenizaci těchto koní při jejich návratu do zemí původu. Od té doby jsou koně užívaní při olympijských hrách původem z hostitelské země a jsou přidělováni jezdcům losem.